# Ricardo Florès
Cet article possède des homonymes et des paronymes, voir Flores.
Ne doit pas être confondu avec Ricardo Flores Magón.
Ricardo Florez, dit « Ricardo Florès », né le 20 octobre 1878 à Alençon et mort le 20 octobre 1918 à Rennes, est un peintre, illustrateur, caricaturiste et dessinateur humoristique français.

## Biographie

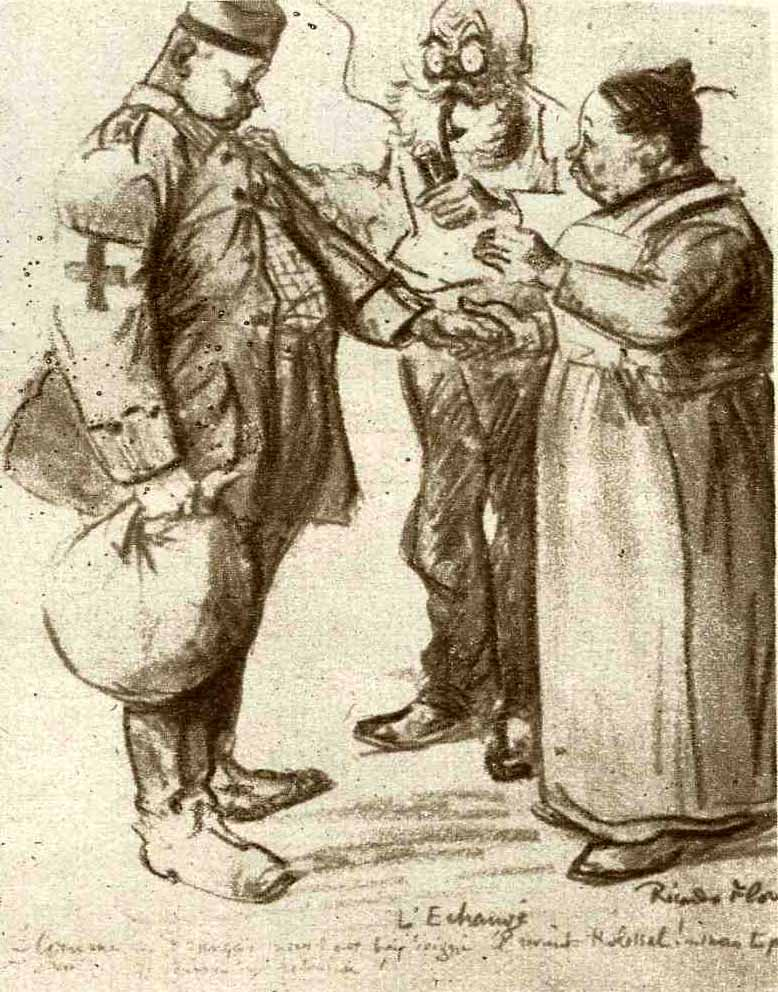
L'Échangé (1914).

D’ascendance péruvienne par son père, Ricardo Florez entre en 1894 comme dessinateur auxiliaire dans les bureaux du génie militaire à Alençon. En 1896, il entre aux Beaux-Arts[réf. nécessaire]. Il commence à produire des caricatures et à exposer des dessins, avec pour complices Marcel Noblot et Eveli Torent. La première caricature parait dans Le Rire en 1897, puis dans Le Frou-frou, Le Bon Vivant, L'Assiette au beurre, Le Charivari, Le Clou, Le Cri de Paris, Le Petit Bleu et Lectures pour tous. Il illustre également les œuvres de Maupassant et divers ouvrages, comme La Chanson des gueux de Jean Richepin, collabore à la « Select-Collection », et exécute quelques portraits mondains.
On le présente comme élégant et boute-en-train, aimant rire et chanter, notamment dans un restaurant au 14bis, rue Norvins à Montmartre, Chez Adèle. Ce sont les personnages du Paris populaire qu’il croque alors le plus volontiers. Dans ses mémoires, Pierre Mac Orlan cite, autour de 1910, Ricardo Florès parmi les habitués de l'été, avec les peintres Maurice Asselin et Émile Jourdan, d'« une petite auberge posée sur le roc, située à l'entrée de la jetée qu'elle dominait », Chez la mère Bacon à Brigneau-sur-Mer. Lorsque éclate la Première Guerre mondiale, Ricardo Florès s’enrôle aux Invalides, comme volontaire étranger, en août 1914. Servant au 103e régiment d’infanterie territoriale, il s’attache dans ce nouvel environnement aux poilus qu’il montre dans leur réalité quotidienne. Il met également en scène l’ennemi en uniforme feldgrau et coiffé du calot. Fin 1914, il publie une série de caricatures de l’armée intitulée Boches ! et sous-titrée Deutschland unter alles.
Il est mort dans un hôpital militaire d'une septicémie, sa blessure s'étant infectée.